# Le Prisonnier masqué
Le Prisonnier masqué est un roman historique de Juliette Benzoni paru en 1998 chez Plon. Il constitue le troisième et dernier volet de la série Secret d'État.